# Unione europea dei pagamenti
L’Unione europea dei pagamenti (UEP), in inglese European Payments Union (EPU), fu un'organizzazione economica internazionale che esistette tra il 1950 ed il 1958.
Tale istituzione nacque il 1º luglio 1950, con il compito di facilitare la ripresa del commercio europeo. In un momento in cui le riserve delle banche centrali degli Stati europei erano molto basse, la sua funzione era quella di finanziare temporaneamente eventuali deficit delle bilance commerciali dei Paesi che vi aderivano, al fine di non ostacolare il flusso delle importazioni e delle esportazioni, che ne avrebbe altrimenti risentito a causa della carenza di mezzi di pagamento. 
Tale istituzione fu inizialmente finanziata con i fondi del Piano Marshall (nella misura di 350 milioni di dollari) e la sua importanza consiste nell'essere stata il primo vero esperimento di cooperazione monetaria in Europa. 
L'Unione europea dei pagamenti fu eliminata nel 1958 con la dichiarazione di convertibilità delle valute secondo le indicazioni del Fondo monetario internazionale.
I firmatari furono: Austria, Belgio, Danimarca, Francia, Germania occidentale, Grecia, Irlanda, Islanda, Italia, Lussemburgo, Norvegia, Paesi Bassi, Portogallo, Regno Unito, Svezia, Svizzera, Turchia e la Zona anglo-americana del Territorio Libero di Trieste.
L'UEP coinvolgeva anche i paesi che aderivano alle aree monetarie dei paesi firmatari: l'area della sterlina, i possedimenti d'oltremare del Belgio, della Francia, dei Paesi Bassi e del Portogallo, e l'Indonesia.